# Хусс, Генри Холден
Генри Холден Хусс (англ. Henry Holden Huss; 21 июня 1862, Ньюарк — 17 сентября 1953, Нью-Йорк) — американский композитор, пианист и органист.
Сын церковного органиста и учителя музыки Георга (Джорджа) Хусса (1828—1904), эмигрировавшего в США из Германии и с раннего детства учившего сына музыке. Учился у Отиса Бардуэлла Бойза, затем продолжил образование в Мюнхенской консерватории под руководством Йозефа Райнбергера и пианиста Йозефа Гирля, ученика Франца Листа. По возвращении в США вёл карьеру концертирующего пианиста, хотя отзывы музыкальной критики о его исполнительском мастерстве существенно разнились; в 1891 г. Хусс участвовал в концерте из произведений Чайковского по случаю американского турне композитора, исполнив партию фортепиано в фортепианном трио ля-минор, и Чайковский остался очень недоволен его игрой. В 1896 г. был среди соучредителей Американской гильдии органистов.
При жизни сочинения Хусса пользовались довольно умеренным успехом, поскольку в американской музыкальной жизни рубежа XIX—XX веков творчество местных авторов вообще играло не слишком большую роль. Определённый резонанс имели посвящённое учителю Райнбергеру фортепианное трио Op.23 (так называемое «Мюнхенское», 1886), посвящённый Элизабет Спрэг Кулидж струнный квартет Op.31 и особенно баркарола «Озеро Комо в лунном свете», широко использовавшаяся в практике американских педагогов. Концерт для фортепиано с оркестром Op.10, посвящённый пианистке Адели аус дер Оэ, по мнению современных специалистов, проваливался в прижизненном авторском исполнении из-за недостаточного мастерства Хусса-пианиста, но сам по себе представляет собой своеобразный американский аналог концертов Брамса. В рамках общего возрождения интереса к творчеству поздних романтиков концерт был записан в 1997 г. Яном Хобсоном и Шотландским симфоническим оркестром BBC в известной серии «Романтические фортепианные концерты».